# Veranderd bewustzijnsniveau
Een veranderd bewustzijnsniveau is elk niveau van bewustzijn dat afwijkt van het normale. Bewustzijnsniveau is een aanduiding voor de mate waarin iemand alert is en reageert op stimuli uit de omgeving. Een licht verminderde alertheid of bewustzijn wordt soms aangeduid met de term "lethargie". Een lethargisch persoon is nog vrij makkelijk te wekken. Iemand die lijdt aan stupor kan niet worden gewekt vanuit een slapende toestand. Iemand in een coma kan niet reageren op stimuli. Er bestaan hulpmiddelen om het bewustzijnsniveau van een persoon te concretiseren zoals met de Glasgow-comaschaal.
Een veranderd bewustzijnsniveau kan worden veroorzaakt door veel verschillende factoren, waaronder vergiftiging, zuurstofgebrek in de hersenen, een verminderde bloedtoevoer, of een verhoogde intracraniële druk.
Langdurige bewusteloosheid wordt algemeen beschouwd als een gevaarlijke toestand, die zo snel mogelijk moet worden verholpen. Een veranderd bewustzijsniveau kan een teken zijn dat de hersenhelften of het reticulaire activatiesysteem zijn beschadigd. Een verminderd bewustzijnsniveau hangt samen met een toename in ziekte en sterfte. Het bewustzijnsniveau wordt daarom vaak gebruikt als uitgangspunt voor de medische toestand van een patiënt. Sommigen beschouwen het bewustzijnsniveau zelfs als een van de vitale functies.

## Bewustzijnsniveaus
De schalen en termen om het bewustzijnsniveau te classificeren verschillen, maar over het algemeen geeft een vermindering van respons op stimuli een wijziging van het bewustzijnsniveau aan:
| Niveau          | Synoniem                        | Beknopt                                                       | Omschrijving |
| --------------- | ------------------------------- | ------------------------------------------------------------- | --- |
| Metabewust      | Metacognitief of zelfbewustzijn | Bovenzinnelijk, bewust zijn van bewustzijn                    | Eigen denkprocessen kunnen monitoren en besturen naast alle criteria van het normale bewustzijnsniveau. Volgens de cognitieve neurowetenschap bevinden deze functies zich in de prefrontale cortex. Die ontvangt zintuiglijke inputsignalen vanuit diverse hersenschorsgebieden en implementeert de controle door feedback loops die zich gevestigd hebben in de mechanismen van neurale plasticiteit. |
| Bewust          | Alert                           | Normaal, cognitief (arousal)                                  | In staat zijn om prompt en spontaan naam, locatie, datum en tijd te kunnen geven. Het normale slapen waaruit een persoon gemakkelijk gewekt kan worden wordt ook beschouwd als normaal bewustzijnsniveau. Een 'troebel bewustzijn' of 'trance' zijn termen voor een lichte verandering van aandacht en waakzaamheid in het bewustzijnsniveau.                                                          |
| Verwardheid     | Onduidelijkheid                 | Ontregeld, verstoord denken en antwoorden                     | Niet snel de naam, locatie, datum en tijd kunnen geven wordt beschouwd als 'stompzinnig' of 'in de war'. Een verward persoon kan ontdaan zijn en heeft moeite met instructies opvolgen. Daarbij eventueel langzaam denken en mogelijk geheugenverlies. |
| Delier/Delirium | Gedesoriënteerd                 | Rusteloosheid, hallucinaties en soms wanen                    | Sommige schalen plaatsen delirium op een lager niveau, waarin iemand rusteloos of geagiteerd kan zijn en een duidelijk aandachtstekort heeft. |
| Lethargie       | Oververmoeidheid                | Slaperigheid of slaapzucht                                    | Een slaperig persoon die overmatige slaperigheid vertoont, die onsamenhangend mompelt als reactie of ongeorganiseerde bewegingen maakt. |
| Obtundatie      | Bewustzijnsverlies              | Vermindering van alertheid en trage psychomotorische reacties | Een afgenomen interesse in de omgeving, vertraagde reacties en slaperigheid. |
| Stupor          | Bewusteloosheid                 | Bijna buiten bewustzijn, weinig tot geen activiteit           | Zeer laag bewustzijnsniveau waarbij iemand alleen reageert op pijnprikkels met terugdeinzen of trekkebekken. |
| Coma            | Bewusteloos                     | Kan niet gewekt worden, geen reactie op stimuli               | Comateuze mensen reageren niet op stimuli, hebben geen corneareflex of gagreflex en vertonen soms geen pupilrespons door het licht. |

## Meetinstrumenten
Wereldwijd is de Glasgow-comaschaal (GCS) het meestgebruikte meetinstrument om de mate van bewustzijnsverlies bij een patiënt te meten. De GCS wordt vaak gebruikt bij mensen met traumatisch hersenletsel. De GCS is een korte test waarmee verbale en motorische uitingen en oogopeningsreflexen in reactie op stimuli worden gemeten. Een lagere score duidt op een lager bewustzijnsniveau.
De WAPA-score is een andere manier om het bewustzijnsniveau van een patiënt te meten. Hierbij wordt gekeken naar vier aspecten: Wakker zijn, Aanspreekbaarheid, Pijngevoeligheid en A-reactiviteit. De WAPA-score is nog makkelijker vast te stellen dan de GCS en is vrijwel even goed in staat het bewustzijnsniveau in kaart te brengen.

## Oorzaken
Een veranderd bewustzijnsniveau kan wijzen op een aangetaste hersenfunctie. Het bewustzijnsniveau kan worden verlaagd wanneer de hersenen te weinig zuurstof krijgen, zoals het geval is bij zuurstofgebrek. Ook in een shocktoestand kan het bewustzijnsniveau dalen, omdat de hersenen niet genoeg bloed krijgen. Een verandering in de chemische samenstelling in de hersenen kan ook leiden tot bewustzijnsverlies. Een sterk toegenomen druk in de schedel (intracraniële druk) kan ook leiden tot bewustzijnsverlies. Dit kan ontstaan door traumatisch hersenletsel, zoals een hersenschudding. Ook hersenbloedingen kunnen bewustzijnsverlies tot gevolg hebben.
Soms kunnen infecties in het centrale zenuwstelsel kunnen ook zorgen voor bewustzijnsverlies. Bewustzijnsverlies is bijvoorbeeld een van de voornaamste symptomen van encefalitis. Neoplasmes in de schedelholte kunnen het bewustzijn ook aantasten. Ditzelfde geldt voor epilepsie.
Metabole stoornissen, zoals diabetes mellitus en uremie kunnen het bewustzijn aantasten. Verlaagde of verhoogde sodiumniveaus en uitdroging kunnen ook een invloed hebben op het bewustzijnsniveau. Een pH-waarde die buiten de range ligt die de hersenen kunnen verdragen, zorgt ook voor een verandering van het bewustzijnsniveau. Daarnaast kan een te hoge of te lage lichaamstemperatuur (hyperthermie of hypothermie) ook leiden tot een verandering van het bewustzijn.
Blootstelling aan drugs (zoals alcohol) of gifstoffen kunnen het bewustzijnsniveau ook verlagen.
Verandering van het bewustzijnsniveau kan ook ontstaan door een combinatie van de hierboven genoemde factoren.

## Pathofysiologie
Hoewel de exacte neurologische processen die ten grondslag liggen aan alertheid, waakzaamheid en bewustzijn nog niet volledig bekend zijn, is het algemeen aanvaard dat de reticulaire formatie hierin een rol speelt. Het opstijgende reticulaire activatiesysteem is een groep neurale verbindingen die zintuiglijke input ontvangt en vanuit de reticulaire formatie de hersenschors activeert, via de middenhersenen en de thalamus. Dit systeem lijkt waakzaamheid en slaap te regelen. Wanneer het is aangetast, bijvoorbeeld door letsel, ziekte of metabolische afwijkingen, kan het bewustzijnsniveau veranderen.
Normaal gesproken worden stupor en coma veroorzaakt door schade aan de hersenstam, bijvoorbeeld bij een laesie of hersenherniatie.  Mass lesions in the brain stem normally cause coma due to their effects on the reticular formation. Laesies boven het tentorium cerebelli, boven de kleine hersenen, leiden meestal niet tot een bewustzijnsverlies, tenzij ze erg groot zijn of beide hersenhelften treffen.

## Behandeling
Behandeling hangt af van de mate van bewustzijnsverlies en de onderliggende oorzaak. Vaak wordt in eerste instantie dextrose toegediend om de bloedsuikerspiegel te verhogen. Soms wordt ook zuurstof, naloxon of thiamine toegediend.